# Osiedle Sikorskiego (Konin)
Osiedle gen. Władysława Sikorskiego – osiedle miasta Konina, należące do dzielnicy Przydziałki. Jest nowym osiedlem bloków wybudowanych w XXI wieku. Osiedle jest cały czas rozbudowywane.